# 堀北幸夫
堀北 幸夫（ほりきた ゆきお、1916年5月1日 - 1994年10月29日）は、日本の俳優。
映画スクリプターの堀北昌子は姪。

## 主な出演映画
以下の公開日、作品名、製作会社、役名は特に記載がない限りKINENOTEに従った。
- 1941年8月14日[3] 『右門捕物帖 幽霊水藝師』[4] 日活京都[4] - 町人乙[4]
- 1941年11月28日[5] 『江戸最後の日』[6]  日活京都[5] - 歩兵茂木多吉[6]
- 1941年12月30日[7] 『決戦奇兵隊』[8]  日活京都[8] - 仁平[8]
- 1942年3月25日 『宮本武蔵 一乗寺決闘』  日活京都 - 麻野陣次兵衛 [9]
- 1944年1月3日 『剣風練兵館』  大映京都 - 太田市之進 [10]
- 1946年3月14日 『殴られたお殿様』  大映京都 - 沼井酉之助 [11]
- 1947年1月14日 『海の狼』  大映京都 - 印藤 [12]
- 1949年5月2日 『地下街の弾痕』  大映京都 - 堀口 [13]
- 1950年5月6日[14] 『われ幻の魚見たり』[15]  大映京都[15] - 山伏の先達[15]
- 1950年11月18日 『ごろつき船』  大映京都 - 大館広之進 [16]
- 1951年1月13日[17] 『偽れる盛装』[18]  大映京都 [18]
- 1951年6月22日 『お遊さま』  大映京都 - 医者 [19]
- 1951年12月14日 『十六夜街道』  大映京都 - 熊吉 [20]
- 1953年3月26日[21] 『雨月物語』[22]  大映京都[21] - 鎧武者[22]
- 1954年3月3日[23] 『番町皿屋敷 お菊と播磨』[24]  大映京都[24]
- 1954年5月11日 『殴り込み孫悟空』  大映京都 - 五角 [25]
- 1954年9月15日 『赤穂義士』  大映京都 - 須藤重平太 [26]
- 1954年10月20日 『千姫』  大映京都 - 山内一馬 [27]
- 1954年11月23日 『近松物語』  大映京都 - 船着場の役人 [28]
- 1955年3月25日 『次男坊判官』  大映京都 - 壷振り権次 [29]
- 1955年6月26日 『踊り子行状記』  大映京都 - 梁瀬重四郎 [30]
- 1955年9月6日 『綱渡り見世物侍』  大映京都 - 関川玄蕃 [31]
- 1956年11月28日 『新・平家物語 静と義経』  大映京都 - 地頭の家来（一） [32]
- 1956年2月5日 『まらそん侍』  大映京都 - 駒吉 [33]
- 1956年7月25日 『花頭巾』  大映京都 - 加部島甚八 [34]
- 1956年8月1日 『折鶴七変化 (前後編)』  大映京都 - 門田剛蔵 [35]
- 1956年9月19日 『不知火奉行』  大映京都 - 田川伝吉 [36]
- 1957年1月3日 『銭形平次捕物控 まだら蛇』  大映京都 - 九六 [37]
- 1957年1月29日 『鼠小僧忍び込み控 子の刻参上』  大映京都 - 安藤兵馬（松平家家臣） [38]
- 1957年4月16日 『狙われた土曜日』  大映京都 - 木村刑事 [39]
- 1957年5月13日 『刃傷未遂』  大映京都 - 浴客長十 [40]
- 1957年6月18日 『怪猫夜泣き沼』  大映京都 - 川田 [41]
- 1957年6月25日 『地獄花』  大映京都 - 駒 [42]
- 1957年7月9日[43] 『三日月秘文』  大映京都 - 虎巖 [44]
- 1957年7月13日 『南蛮寺の佝楼男』  大映京都 - 桂木仙之助 [45]
- 1957年8月25日 『赤胴鈴之助 飛鳥流真空斬り』  大映京都 - 早川玄蕃 [46]
- 1957年9月3日 『森の石松』  大映京都 - 吉兵衛の乾分弥吉 [47]
- 1957年11月17日 『不知火頭巾』  大映京都 - 桑山雄之進 [48]
- 1958年1月3日[49] 『銭形平次捕物控 八人の花嫁』  大映京都 - 角中 [50]
- 1958年1月22日 『おけさ鴉』  大映京都 - 白旗甚内 [51]
- 1958年3月18日 『陽気な仲間』  大映京都 - 田島 [52]
- 1958年3月25日 『ふり袖纏』  大映京都 - 浪人矢杉玄蕃 [53]
- 1958年4月1日 『忠臣蔵』  大映京都 - 吉良家付人 [54]
- 1958年6月15日 『怪猫呪いの壁』  大映京都 - 木下金三郎 [55]
- 1958年11月29日[56] 『弁天小僧』[57]  大映京都 [57]
- 1959年4月21日 『お嬢吉三』  大映京都 - 仙六 [58]
- 1959年7月1日[59] 『四谷怪談』[60]  大映京都[60] - 岡田源六[60]
- 1959年12月27日 『関の弥太っぺ』  大映京都 - 田川の黒助 [61]
- 1960年3月1日 『透明天狗』  大映京都 - 相田隼人 [62]
- 1960年8月9日 『安珍と清姫』  大映京都 - 農夫A [63]
- 1961年2月22日　『風と雲と砦』
- 1961年3月21日[64] 『好色一代男』[65]  大映京都 [65]
- 1961年5月10日 『うっちゃり姫君』  大映京都 - 関所役人河村 [66]
- 1961年11月1日 『釈迦』  大映京都 - 番兵A [67]
- 1962年4月6日 『裁かれる越前守』  大映京都 - 薮田助六 [68]
- 1962年4月18日 『座頭市物語』  大映京都 - 笹川乾分金治 [69]
- 1962年6月24日 『怪談夜泣き燈籠』  大映京都 - 寅吉 [70]
- 1962年9月1日 『青葉城の鬼』  大映京都 - 渡辺九郎右衛門 [71]
- 1962年12月1日 『忍びの者』  大映京都 - 稲葉山城侍A [72]
- 1963年4月21日 『第三の影武者』
- 1963年11月30日 『座頭市喧嘩旅』  大映京都 - 河七 [73]
- 1964年4月18日 『昨日消えた男』  大映京都 - 大槻源太夫 [74]
- 1964年8月8日 『無宿者』  大映京都 - 藤八 [75]
- 1964年11月14日 『博徒ざむらい』  大映京都 - 井出の久四郎 [76]
- 1965年2月20日 『赤い手裏剣』  大映京都 - ドブ天 [77]
- 1965年5月1日 『悪名幟』  大映京都 - 幹部丙 [78]
- 1966年 『泥棒番付』
- 1966年3月12日 『悪名桜』  大映京都 - 竹 [79]
- 1966年12月10日 『大魔神逆襲』  大映京都 - 矢田 [80]
- 1967年1月3日 『座頭市鉄火旅』  大映京都 - 茂助 [81]
- 1967年4月29日 『ある殺し屋』  大映京都 - ボディガードA [82]
- 1967年11月15日 『やくざ坊主』
- 1968年3月20日[83] 『妖怪百物語』[84]  大映京都[84]
- 1968年4月20日 『怪談雪女郎』  大映京都 - 番卒 [85]
- 1968年8月10日 『座頭市果し状』  大映京都 - 亥之吉 [86]
- 1968年10月5日 『兵隊やくざ強奪』  大映京都 - 解放軍兵士（一） [87]
- 1968年12月28日 『座頭市喧嘩太鼓』  大映京都 - 磯吉 [88]
- 1969年4月5日 『手錠無用』  大映京都 - 林 [89]
- 1969年10月4日 『眠狂四郎円月殺法』
- 1969年12月20日 『秘録怪猫伝』  大映京都 - 修験者 [90]
- 1969年12月20日 『眠狂四郎 卍斬り』  大映京都 - 頭巾の武士 [91]
- 1970年6月20日 『怪談累が渕』  大映京都[92] - 留六 [93]
- 1970年11月14日 『喧嘩屋一代 どでかい奴』  大映京都 - 米田 [94]
- 1971年2月17日 『新女賭博師 壷ぐれ肌』  大映京都 - 漁港の親分 [95]
- 1971年10月2日 『若き日の講道館』  大映京都 - 銀次 [96]
- 1978年10月7日[97] 『鬼畜』[98][99] 松竹[98]
- 1984年6月23日[100] 『瀬戸内少年野球団』[101]  YOUの会[100]、ヘラルド・エース[101]
- 1984年11月15日[102] 『愛しき日々よ』[103]  サンレニティ[102]、映像京都[103]

## ドラマ
- 火曜日の女シリーズ あの子が死んだ朝（1972年、NTV）
- 水戸黄門 （TBS / C.A.L）
  - 第4部 第32話「からくり異聞 -宇都宮-」（1973年） - 飛騨の源八
  - 第11部 第21話「初春 黄門さまの用心棒 ‐秩父‐」（1981年） - 飯屋の亭主
- 日本名作怪談劇場 第5話「怪談 佐賀の怪猫」（1979年、12ch） - 茂助
- 服部半蔵 影の軍団 第26話「魔境・呪いの 横笛」（1980年）